# TV 712
TV 712, numera M/V Sinbad, är ett patrullfartyg, som ursprungligen byggdes 1981 av Karlskronavarvet som övervakningsfartyg för Tullverket. Fartyget var också förberett för att förses med bestyckning med en 40 mm kanon för att kunna tjänstgöra som eskortfartyg i ofredstid. Hon byggdes på samma skrovform som en projekterad serie minfartyg för flottan, M70, vilken aldrig kom i produktion. Hon och systerfartyget TV 171 projekterades som de dittills största svenska kustbevakningsfartygen och försågs med helikopterplattform och utrymme för en sambandscentral.
När Kustbevakningen etablerades som en självständig myndighet 1988, döptes hon om till KBV 712, togs ur Kustbevakningens tjänst 1990 och överfördes till marinen, döptes om till HMS Skredsvik A262 och byggdes om 1992–1993 till ett röjdykarfartyg och ett ledningsfartyg för minröjningsoperationer. Hon tjänstgjorde vid Gullmarsbasen i Skredsvik i Gullmarsfjorden.
År 2005 togs hon ur flottans tjänst och ersattes av två ombyggda minröjningsfartyg av Styrsöklass. Hon har därefter använts under svensk flagg som dykerifartyg för sportdykning. Hon är idag omdöpt till M/V Sinbad och tjänstgör utchartrad som civilt patrullfartyg, med Mongoliet som flaggland. M/V Sinbad har bland annat tjänstgjort som så kallas "floating armoury", en flytande plattform för vapen för att i privat regi bekämpa sjöpirater i farvatten som Omanviken. Det ägs av Sinbad Navigation, med huvudkontor i Dubai.